# Bokermannohyla diamantina
Bokermannohyla diamantina é uma espécie de anfíbio da família Hylidae. Endêmica do Brasil, pode ser encontrada no município de Abaíra, no estado da Bahia.